# Hem Communal Cemetery (Somme)
Hem Communal Cemetery is een begraafplaats gelegen in de Franse plaats Hem-Hardinval (Somme). De militaire graven worden onderhouden door de Commonwealth War Graves Commission.
De begraafplaats telt 32 geïdentificeerde Gemenebest graven uit de Eerste Wereldoorlog.